# Związek Uczelni w Gdańsku im. Daniela Fahrenheita
Związek Uczelni w Gdańsku im. Daniela Fahrenheita, FarU – związek gdańskich uczelni powołany w 2020 na wspólny wniosek rektorów Gdańskiego Uniwersytetu Medycznego, Politechniki Gdańskiej oraz Uniwersytetu Gdańskiego.

## Historia
Współpraca GUMed, PG i UG trwa od wielu lat w obszarze naukowym, kształcenia i organizacyjnym. Od 2005 uczelnie zrealizowały wspólnie ponad 30 projektów naukowych i badawczo-rozwojowych na łączną kwotę blisko 270 mln zł. Prowadzonych jest kilka międzyuczelnianych kierunków studiów, które pozwalają studentom czerpać wiedzę od ekspertów z różnych dziedzin (m.in. Inżynieria mechaniczno-medyczna na PG i GUMed, Technologie kosmiczne i satelitarne na PG i UG czy Biotechnologia, Fizyka medyczna i Logopedia na GUMed i UG). Od 1993 GUMed i UG prowadzą Międzyuczelniany Wydział Biotechnologii. 
Związek założyli jesienią 2020 rektorzy trzech największych gdańskich uczelni: Marcin Gruchała (Gdański Uniwersytet Medyczny), Krzysztof Wilde (Politechnika Gdańska) i Piotr Stepnowski (Uniwersytet Gdański). Senaty trzech uczelni w drodze uchwał zaakceptowały treść statutu Związku, a jego powołanie zatwierdziło Ministerstwo Nauki i Szkolnictwa Wyższego. Powołane zostały 22 międzyuczelniane zespoły, mające na celu opracowanie scenariuszy konsolidacyjnych.
W październiku 2021 uczelnie jako związek zaprezentowały osiągnięcia swoich kół naukowych na największej konferencji technologicznej w Europie Środkowo-Wschodniej Infoshare.
17 marca 2022 członkowie założyciele Związku Uczelni w Gdańsku im. Daniela Fahrenheita zawarli umowę o utworzeniu wspólnoty „Uczelnie Fahrenheita” i współpracy w tworzeniu federacji „Uniwersytet Fahrenheita”.

## Cele Związku
Federacja gdańskich uczelni ma przyczyniać się do optymalizacji wykorzystania potencjału naukowego i budować pozycję Gdańska jako silnego ośrodka akademickiego w Polsce i za granicą. Oprócz lepszej rozpoznawalności akademickiego środowiska Gdańska na arenie krajowej i międzynarodowej, związek ma większe możliwości rozwoju oraz pozyskiwania środków finansowych. Sfederalizowane uczelnie podlegają postępującej integracji i wdrażają wspólne projekty badawcze o zasięgu międzynarodowym, koordynują wspólne badania i prace rozwojowe, a także powołują nowe międzyuczelniane inicjatywy (m.in. w zakresie procesu kształcenia). Związek ma także na celu wzmocnienie działalności wydawniczej PG, UG i GUMed.
Jednym z priorytetowych zadań Związku jest prowadzenie wspólnej polityki promocyjnej i rankingowej, zwłaszcza na arenie międzynarodowej, a także wyrażanie opinii i reprezentowanie wspólnych interesów wobec administracji państwowej i samorządowej oraz inicjatyw ustawodawczych.
Organem nadzorującym pracę Związku jest Zgromadzenie, w skład którego wchodzą rektorzy oraz Przewodniczący Rad Uczelni. Pierwszym przewodniczącym, jednocześnie reprezentującym Związek, był do 2022 rektor PG prof. Krzysztof Wilde, a w kolejnych kadencjach przewodniczącym będą naprzemiennie rektorzy GUMed i UG. Związkiem Uczelni zarządza Dyrektor Związku prof. dr hab. inż. Adriana Zaleska-Medynska z Uniwersytetu Gdańskiego.

## Przewodniczący Związku
- 2020–2022: prof. Krzysztof Wilde, rektor Politechniki Gdańskiej
- 2022–2024: prof. Marcin Gruchała, rektor Gdańskiego Uniwersytetu Medycznego[8]
- od 2024: prof. Piotr Stepnowski, rektor Uniwersytetu Gdańskiego[9]

## Lokalizacja
Siedziba Związku Uczelni w Gdańsku im. Daniela Fahrenheita znajduje się w budynku Centrum Transferu Wiedzy i Technologii Politechniki Gdańskiej przy al. Zwycięstwa 27.